# Ambrogio Colombo (doppiatore)
Ambrogio Colombo (Milano, 17 settembre 1952) è un doppiatore e attore italiano.

## Biografia
Nato a Milano ma residente a Roma e attivo saltuariamente come attore teatrale e televisivo, in ambito cinematografico è noto soprattutto per aver doppiato Victor Garber nella maggior parte delle sue interpretazioni, David McCallum nel ruolo di Dottor Donald "Ducky" Mallard in NCIS - Unità anticrimine, J. K. Simmons in Harsh Times - I giorni dell'odio, Stellan Skarsgård in Will Hunting - Genio ribelle ed Erik Selvig nel Marvel Cinematic Universe. Presta inoltre la sua voce al personaggio di Poirot nell'omonima serie televisiva, ma soltanto nella prima stagione.
Nel campo delle serie animate, la sua grande versatilità vocale lo ha portato a ricoprire i ruoli più diversi: in particolare si ricordano Kaio in Ken il guerriero, Zio Fester ne La famiglia Addams, Mort Goldman ne I Griffin, Zazu in The Lion Guard, il Joker in Superman, il Dottor Octopus in Spiderman, Tadeus Brakko nella serie Rat-Man e il Dottor Drakken in Kim Possible, quest'ultimo considerato uno dei suoi più grandi doppiaggi.
Nel 2007 vince il primo premio come miglior voce caratterista a Voci a Sanremo, festival dei doppiatori, per il doppiaggio di Donald "Ducky" Mallard in NCIS - Unità anticrimine.
Ha doppiato Yoda nell'universo di Star Wars nella trilogia sequel, in Star Wars: Clone Wars in Star Wars: Rebels, in Star Wars: Forces of Destiny, nella settima stagione di Star Wars: The Clone Wars e nello spin-off su Obi-Wan Kenobi. Sempre nell'universo di Star Wars ha inoltre doppiato personaggi secondari come il Dr. Nuvo Vindi, Ord Enisence, Rune Haako, Daultay Dofine e altri. È inoltre il nuovo doppiatore dello Yeti nella seconda stagione della serie animata Monsters & Co. la serie - Lavori in corso!, in sostituzione dello scomparso Renato Cecchetto.

## Teatro
- L'ingiustizia assoluta di Emilio Jona e Sergio Liberovici, regia di Massimo Castri, musiche di Sergio Liberovici (1976-1977)[2]
- Cartoline, regia di Renato Cecchetto (2010)[3]
- Milano Ictus, regia di Enrico Roveris (2010)[4]
- La moglie del fornaio di Marcel Pagnol, regia di Renato Cecchetto (2012)[5]

## Filmografia
- Cena per lui, regia di Giorgio Mariuzzo - film TV (1986)
- Una lepre con la faccia di bambina (miniserie televisiva), regia di Gianni Serra - miniserie TV (1988)
- Il maresciallo Rocca - serie TV, episodio 2x04 (1998)
- Una donna per amico - serie TV, episodi 2x01, 2x02 (1999)
- Commesse - serie TV, episodio 1x06 (1999)
- Provaci ancora prof! - serie TV, episodio 3x06 (2006)

## Radio
- Ing. Jano in Tazio Nuvolari (Rai Radio 2, 2003)

## Doppiaggio

### Film
- Stellan Skarsgård in Will Hunting - Genio ribelle, Thor, The Avengers, Thor: The Dark World, Avengers: Age of Ultron, Thor: Love and Thunder
- J. K. Simmons in Harsh Times - I giorni dell'odio, The Way of War - Sentieri di guerra, The Good Doctor, Il mistero del gatto trafitto
- Victor Garber in Tuck Everlasting - Vivere per sempre, Ancora tu!, Argo
- William H. Macy in Psycho, Bobby, Sansone
- Xander Berkeley in Terminator 2 - Il giorno del giudizio, Caccia spietata
- Tim Robbins in Alta fedeltà, Mission to Mars, Cattive acque
- Tom Butler in Tomorrowland - Il mondo di domani, Sonic - Il film, Sonic 2 - Il film, Sonic 3 - Il film
- Paul Ben-Victor in Incubo d'amore, Ed McBain's 87th Precinct: Heatwave, Flight Risk - Trappola ad alta quota
- John Carroll Lynch in The Good Girl, Zodiac
- Victor Slezak in Abduction - Riprenditi la tua vita, Il fondamentalista riluttante, Babygirl
- Kevin Dunn in Warrior, Captive State
- Brian Howe in K-PAX - Da un altro mondo, La ricerca della felicità
- Jon Lovitz in 2 Young 4 Me - Un fidanzato per mamma, The Ridiculous 6
- Eric Idle in Dudley Do-Right, Ella Enchanted - Il magico mondo di Ella
- John Henshaw in Il mio amico Eric, La parte degli angeli
- Ric Young in The Transporter, Kiss of the Dragon
- Stephen Furst in Magic Kid, Magic Kid II
- Frank Oz in Star Wars - Gli ultimi Jedi, Star Wars - L'ascesa di Skywalker
- Anthony Hopkins in King Lear
- Richard Portnow in Prova a incastrarmi - Find Me Guilty
- Gregory Itzin in Giustizia privata
- Stephen Tobolowsky in Perry Mason: Omicidio sull'asfalto
- Billy Bob Thornton in Armageddon - Giudizio finale
- Kevin Pollak in Che fine ha fatto Santa Clause?
- Jon Voight in Megalopolis
- Lo Mang in Ip Man 2
- Ka-Yan Leung in Ip Man 3
- Billy Crystal in L'acchiappadenti
- Ving Rhames in La concessionaria più pazza d'America
- Frank Dent in ...non dite a mamma che la babysitter è morta!
- Willem Dafoe in Il ritorno di Mr. Ripley
- Bob Balaban in Urlo
- Glyn Grain in Cristoforo Colombo - La scoperta
- Charles Durning in Amazing Racer - L'incredibile gara
- Christopher Walken in Balls of Fury - Palle in gioco
- Matt Craven in Sotto assedio - White House Down
- Jake Busey in S.F.W. - So Fucking What
- Mikhail Gorevoy in Come ti ammazzo il bodyguard
- David Rasche in Giovani ribelli - Kill Your Darlings
- Paul McGann in I tre moschettieri
- John Heard in Omicidio in diretta
- Peter Wight in Another Year
- Nick Nolte in In fuga per tre
- Robert Patrick in Firewall - Accesso negato
- Bill Murray in Hamlet 2000
- Alexander Siddig in Il quinto potere
- Pruitt Taylor Vince in Beautiful Creatures - La sedicesima luna
- Jean-Marie Frin in Femme fatale
- John Bourgeois in Interstate 60
- Mac Davis in Possums
- Bille Brown in The Dish
- John Lithgow in Orange County
- Paul Koslo in L'assassino della domenica
- Richard Jenkins in Blue Steel - Bersaglio mortale
- Wally Campo in La piccola bottega degli orrori
- Richard Grieco in Silent Scream
- Chelcie Ross in Drag Me to Hell
- Carlos Gomez in Hell - Esplode la furia
- Michael Tucci in Mimic 2
- Pat O'Brien in Big Fat Liar
- Anthony Wong Chau-sang in La mummia - La tomba dell'Imperatore Dragone
- Zeppo Marx in Monkey Business - Quattro folli in alto mare
- Bela Lugosi in Dracula
- Pierre Curzi in Le invasioni barbariche
- Mathias Jung in Storia di Marie e Julien
- Daniel Ceccaldi in Per la pelle di un poliziotto
- Benoît Poelvoorde in Mammuth
- Simon de Pury in Un po' per caso, un po' per desiderio
- Stéphan Wojtowicz in Molière in bicicletta
- Léo Léothier in Due agenti molto speciali
- Laurent Grévill in Ti amerò sempre
- Frédéric Bodson in La Promesse
- Daniel Prévost in Lucky Luke
- François Damiens in JCVD - Nessuna giustizia
- André Penvern in Paulette
- Hans-Michael Rehberg in Tesoro, sono un killer
- Joaquín Climent in I lunedì al sole
- Peter Haber in Uomini che odiano le donne
- Lajos Kovács in Kontroll
- Tchéky Karyo in Special Forces - Liberate l'ostaggio
- Antonio Cantafora in Acque di primavera
- Togo Igawa in Le confessioni
- Tim Hopper in School of Rock
- Peter Miller in Obiettivo mortale
- Tibor Feldman in La frode, Come d'incanto
- Robert Jordan in Schegge di paura
- Colin McFarlane in Il cavaliere oscuro
- Adriano Luz in Treno di notte per Lisbona
- Don Lake in Il grande match
- Joseph Long in Dracula Untold
- Jodie Moore in Contagious - Epidemia mortale
- Hans Henrik Clemensen in The Absent One - Battuta di caccia
- Phil Davis in Mr. Holmes - Il mistero del caso irrisolto
- José Angel Egido in Chiamatemi Francesco - Il Papa della gente
- Fred Melamed in Il fidanzato di mia sorella
- Tomas Norström in La cura dal benessere
- Piers Morgan in Criminal
- Simon Russell Beale in The Legend of Tarzan
- John Sessions in Florence
- Jeffrey Tambor in Morto Stalin, se ne fa un altro
- Andrew Havill in Rachel
- Ed Begley Jr. in Chips
- Ulrich Tukur in Oltre la notte
- David Thornton in Tutte contro lui - The Other Woman
- Bruce McGill in Insider - Dietro la verità
- Matthew Marsh in Codice Unlocked
- Nick Searcy in Tre manifesti a Ebbing, Missouri
- John Henshaw in Dickens - L'uomo che inventò il Natale
- Allan Wasserman in Suburbicon
- Richard Schiff in Geostorm
- Gerard Horan in La bella e la bestia
- Geoff Bell in King Arthur - Il potere della spada
- Jeff Rawle in Peterloo
- Wayne Duvall in American Animals
- Dimiter D. Marinov in Green Book
- Colin Mahan in Halloween
- John Rue in The Irishman
- Adrian Scarborough in Artemis Fowl
- Craig Rainey in Cooper - Un angelo inaspettato
- Pierre Richard in Un profilo per due
- Fred Dryer in Transformers: Bumblebee
- Joe Bostick in It - Capitolo due
- Vondie Curtis-Hall in Blue Bayou
- Nick Jameson in Against the Ice
- Art Malik ne La sirenetta
- Landung Simatupang in 24 ore con Gaspar
- Wlodzimierz Press in Le onde dell'amore
- Yücel Erten in Mio figlio
- Daniel Roebuck in Terrifier 3
- Omar Flores in Sosyal Climbers
- Marcin Plodziszewski in Death Before the Wedding
- Gabriel Goity in Famiglia, ma non troppo

### Film d'animazione
- Clink in Cars - Motori ruggenti e Cars 3; Otis in Cars 2, Rusty in Cars 3
- Dottor Drakken in Kim Possible - Viaggio nel tempo e Kim Possible - La sfida finale
- Granduca in Cenerentola II - Quando i sogni diventano realtà, Cenerentola - Il gioco del destino
- Il Minatore ne Gli Incredibili - Una "normale" famiglia di supereroi e Gli Incredibili 2
- Dr. Senbei Norimaki nei film di Dr. Slump
- Hue e Fungus in Barbie Fairytopia
- Tika e Baamb ne I Lunes e la sfera di Lasifer
- Dottor Trevor in Pupazzi senza gloria
- Professore in Il gatto Felix salva il Natale
- Lyle in Red e Toby 2 - Nemiciamici
- Sindaco in Le Superchicche - Il film
- Nicholas "Lanky" Schmidt in Monsters & Co.
- Taddeo Rospo ne Le avventure di Ichabod e Mr. Toad
- Pinguino Commentatore in Uno zoo in fuga
- Il cappellaio matto in Il bianco Natale di Topolino - È festa in casa Disney
- Vecchio Joe in Canto di Natale - Il film
- Bernie in Alla ricerca di Nemo
- Bailey in Alla ricerca di Dory
- Maximus in Barbie Fairytopia - La magia dell'arcobaleno
- Papy in Chi ha paura...?
- Re in Barbie e la magia di Pegaso
- Barone Rozzo ne Gli Straspeed a Crazy World
- Avv. Talon Labarte in Ratatouille
- Il Capo del Consiglio in Ortone e il mondo dei Chi
- Rotor in Lego Hero Factory
- Harvey Fenner in La principessa e il ranocchio
- Waffles in Rango
- Samukai in LEGO Ninjago - Il film
- Tim Robbins in Team America: World Police
- lo Sceriffo Hank Todd in Zanna Bianca
- Mamoo in Lupin III - La pietra della saggezza (ridoppiaggio del 2007)
- Renfield in Monster Family
- Generale Mouro in Laputa - Castello nel cielo
- Rey in Sammy 2 - La grande fuga
- Belgour in Bianca & Grey
- Giovanni Jones in Looney Tunes: Due conigli nel mirino
- Pettison in Barry, Gloria e i Disco Worms
- Mr. Silver in Spaghetti Western in the Water
- Primo Ministro in Il magico mondo di Oz
- Carlo X di Francia in Le avventure di Zarafa - Giraffa giramondo
- Il locandiere in Justin e i cavalieri valorosi
- Kurokawa in Si alza il vento
- Kuramochi in La storia della Principessa Splendente
- Ojii-san in Ni no kuni
- Procaccius in Asterix e il regno degli dei
- Garlic Jr. in Dragon Ball Z - La vendetta divina
- Nonno Son Gohan in Dragon Ball Z - Le origini del mito
- Pilaf in Dragon Ball - Il torneo di Miifan
- Darth Sidious in LEGO Star Wars: L'Impero fallisce ancora
- Yoda in LEGO Star Wars
- Baxter Stockman in Batman vs. Teenage Mutant Ninja Turtles
- Auguste Rodin in Dililì a Parigi
- Cera in Arrivederci, Tyrano
- Dankichi Nitobe in A te che conosci l'azzurro del cielo - Her Blue Sky
- Ook-Ook in Playmobil: The Movie
- Conibo in Ainbo - Spirito dell'Amazzonia
- Mister Mind in Shazam vs Black Adam
- Arturo in Encanto
- Sig. Kieslowski in Red
- Zio Georgie in The House[6]
- Re ne Il mostro dei mari
- Fred in Steve - Un mostro a tutto ritmo
- Governatore in Il gatto con gli stivali 2 - L'ultimo desiderio
- Harold Ripple in Elemental
- Umberto Nobile in Titina
- Teiichi in Inu-Oh
- Fritz in Inside Out 2

### Serie televisive
- Victor Garber in Alias, The Flash, Arrow, Legends of Tomorrow, La missione dei quattro cavalieri, Justice - Nel nome della legge, Eli Stone, Glee, 30 Rock, Damages, Web Therapy, The Big C, Louie, Modern Family e The Orville
- David McCallum in NCIS - Unità anticrimine (st. 1-ep. 20x22), JAG - Avvocati in divisa e NCIS: New Orleans
- Stephen Tobolowsky in Californication, Law & Order - Unità vittime speciali e The Goldbergs
- Graham Greene in Shadow Lake, Trial By Fire, Big Spender
- Daniel Roebuck in A Minute with Stan Hooper , Ghost Whisperer - Presenze
- Ray Wise in Bones e Hawaii Five-0
- Wade Williams, Thomas Kopache e Carlo Rota in Bones
- Danny Vinson e Michael Biehn in The Walking Dead
- Richard Portnow e Michael Bofshever in Castle
- Wesley Mann in Raven
- Stellan Skarsgård in Chernobyl
- J. K. Simmons in Law & Order - I due volti della giustizia
- John Heard in Too Big to Fail - Il crollo dei giganti
- Corbin Bernsen in Twister 2
- Neil Dudgeon in Sherlock Holmes ed il caso della calza di seta
- Jeffrey Tambor in Phil Spector
- Mark L. Taylor in High School Musical 2
- John Ratzenberger in Un nuovo look per Pete
- James Rebhorn in Falsa accusa
- Alan Fudge in Volo KAL 007 - Alla ricerca della verità
- Bryan Murray in Mamma Natale
- Alan Rosenberg in Un pazzo venerdì
- David Suchet in Poirot (st. 1)
- Toni Slama in Il commissario Rex
- Xander Berkeley in The Mentalist
- Kurt Fuller in La verità sul caso Harry Quebert
- Vincent Curatola in I Soprano
- Peter MacNicol in 24
- Garrett M. Brown in Roswell
- Gildart Jackson in Streghe
- Brian Howe in Journeyman
- Steve Ryan in Oz
- Zach Grenier in C-16 FBI
- Christian Clemenson in CSI: Miami
- Rene Nafahu in Power Rangers S.P.D.
- Nathaniel Lees in Power Rangers Jungle Fury
- Michael O'Neill in The Romanoffs
- Paul Ben-Victor in Vinyl
- Mark Addy in Grandi speranze
- Tim Pigott-Smith in Nord e Sud
- Cliff Saunders in Giovanna d'Arco
- Dylan Baker in Blindspot
- Brian Markinson in Angels in America
- David Cubitt in Apocalypse - L'apocalisse
- Christian Tramitz in L'isola del tesoro
- Helio Pedregal in Víctor Ros
- Daragh O'Malley in Camelot
- James Remar in Black Lightning
- Ian Hanmore in Il Trono di Spade
- Henry Winkler in Medical Police
- John Bedford Lloyd in Ozark
- Matt Frewer in Fear the Walking Dead
- Jean-Louis Tribes in Seconde chance
- Frank Clem in Bosch
- Robert Clohessy in Blue Bloods
- Bjørn Sundquist in Ragnarok
- Owen Teale in A Discovery of Witches - Il manoscritto delle streghe
- Frank Oz in Obi-Wan Kenobi
- Daniel Oreskes in Only Murders in the Building
- James McDaniel in Daily Alaskan
- Allan Corduner in Summer in Transylvania
- Randall Duk Kim in Avatar - La leggenda di Aang
- Uwe Preuss in Das Signal - Segreti dallo spazio
- Christian Mazzuchini in Panda

### Serie animate
- Yoda e personaggi minori in Star Wars: Clone Wars, Star Wars Rebels, Star Wars: Forces of Destiny, Star Wars: The Clone Wars (st.7)
- Dottor Drakken in Kim Possible e Lilo & Stitch - La serie (solo crossover con Kim Possible)
- Il sindaco e Bebo Bestione ne Le Superchicche; Il sindaco in PPG Z - Superchicche alla riscossa
- Generale Skarr in Le tenebrose avventure di Billy e Mandy, Hector Polpetta
- Cappellaio Matto, Gimmi il porcellino, Pinco Panco, Panco Pinco e Brucaliffo in House of Mouse - Il Topoclub
- Kaio, Hyo, Raoul (2ª voce) e Yasha Nero in Ken il Guerriero
- Kokatorimon, Sukamon e Apokarimon in Digimon Adventure
- Morty Szylak, Hans Uomo Talpa (ep 4x13) e Chef del “Pesce sciccoso” ne I Simpson[7]
- Ares e Chirone in Hercules
- Dottor Octopus e personaggi minori in Spider-Man - L'Uomo Ragno
- Omino del sonno e Luter in Due fantagenitori
- Denzel Crocker in Due Fantagenitori! - Esprimi un desiderio
- Zio Fester ne La Famiglia Addams (1992)
- Gene in Santo Bugito
- Professore in Baby Felix & friends[8]
- Joker in Superman (1996)
- Albert Maverick in Tiger & Bunny
- Barone Zemo in Avengers - I più Potenti Eroi della Terra
- Professor Wigsly in Rekkit Rabbit
- Blurr in Transformers: Armada
- Zazu in The Lion Guard
- Fred il contadino in Engie Benjy
- Doc Nakano in Ultimate Muscle
- Reg in Roboroach
- Neal McBeal in BoJack Horseman
- Balthazar Cavendish in La Legge di Milo Murphy
- Tim Botsford in Word Girl
- God Haid in Laserion
- Eugenio in Animal Crackers
- Gwumpki in Quack Pack - La banda dei paperi
- Dottor Intelligenio Duck Dodgers
- Ilario Notiziario (1ª voce) in Uffa! Che pazienza
- Octus / Papà in Sym-Bionic Titan
- Sig. Lovebird in 3rd & Bird - Via degli uccellini n. 3
- Colonnello in La Carica dei 101 - La Serie
- Presidente in Pom Poko
- Orokimon in Digimon Tamers
- Sephirotmon in Digimon Frontier
- Jijimon in Digimon Fusion Battles
- Samukai e Fangtom in LEGO Ninjago
- Mort Goldman ne I Griffin
- Sully the Seal in Danger Rangers
- Lloyd Waterman in The Cleveland Show
- Trapanik in Nome in codice: Kommando Nuovi Diavoli
- Raponi in Un medico in famiglia
- Ed Bighead in La vita moderna di Rocko
- Rashid in Farhat - Il principe del deserto
- Rupert in Tom
- Jeremy in Monster Allergy
- Master Oz in Pucca
- Grosso Serpente in L'ultimo dei Mohicani
- Ottacoda (2ª voce) in Naruto: Shippuden
- Demone dentro Soul in Soul Eater
- Mattes in Trenk, il piccolo cavaliere
- Ernest in Pepi, Briciola e Jo-Jo
- Bruciatore in Blazing Dragons
- Comandante Flag in Le nuove avventure di Nanoboy
- De Grugnis in Pig City
- Isp. Bafflehead in Un'anatra in giallo
- Guy in Gli Astromartin
- Alfred in Mike, Lu & Og
- Taotie in Kung Fu Panda - Mitiche avventure
- Nonno in Juanito Jones
- Woops in Adì nello spazio
- Cucaracha in Goomer
- Barnaby in Argai
- Mr. Doddler in Vicini terribili
- Frate Denis in Quasimodo
- Valdes in Pretty Cure Max Heart
- Signor Tanaka in Sonic X
- Sindaco Fink in Sonic Boom
- Dile in Scan2Go
- Prof. Amaldi in Virus Attack
- James il maggiordomo in La piccola Lulù
- Bernie Sanders in Our Cartoon President
- Henry ne Il trenino Thomas[9] (serie 2010)
- Signor Crumble in Il gatto di Frankenstein
- Coach Halder in 6teen
- Antonio in Gladiatori - Il torneo delle sette meraviglie
- Paul Stroker in Dinofroz
- Wang Fu in Miraculous - Le storie di Ladybug e Chat Noir
- Baba Ling in American Dad!
- Tadeus Brakko in Rat-Man
- Vincent in Spike Team
- Cyprien in Le audaci inchieste di Miss Prudenza
- Viggo Facciatruce in Dragons
- Professor Yumi in Mazinga Z (Episodi 4,5,14,28,38,57-92)
- Varvatos Vex in 3 in mezzo a noi - I racconti di Arcadia
- Ambasciatore Reach in Young Justice
- Il vecchio Elias in Blood of Zeus
- Goro Otaki in Godzilla - Punto di singolarità
- Il padre di Alice in Strappare lungo i bordi
- Capo scuderia in Appare-ranman![10]
- Re T'Chaka in What If...?
- Nolan Grayson / Omni-Man in Invincible
- Professor Yumi in Goldrake U
- Christopher Matts / Il Bastardo in Super ladri
- Signor Coniglio in Peppa Pig
- Re Suddhohana in Record of Ragnarok
- George Firewill in Inazuma Eleven
- Specchio magico in Biancaneve
- Hector in The Drakers
- Prof. Drago in Gateway 66
- Gerald "Jerry" Lewis in Totally Spies! - Che magnifiche spie! (stagione 7)
- Luca Sabatine in Secret Level

### Videogiochi
- Mr. Mole in Tequila & Boom Boom (1994)
- Heimlich in A Bug's Life (1998)[11]
- Garibaldi il pappagallo in La carica dei 102: Cuccioli alla riscossa (2000)
- Archimede Pitagorico in Paperino: Operazione Papero (2000)
- Esperimento 621 in Stitch: Esperimento 626 (2002)
- Kombayn Nicoladze in Tom Clancy's Splinter Cell (2002)[12]
- Jack Bristow in Alias (2004)[13]
- Il Minatore ne Gli Incredibili: L'Ascesa del Minatore (2005)[14]
- Gimmi in Epic Mickey 2: L'avventura di Topolino e Oswald (2012)[15]
- Yoda, Bailey e Mago Merlino in Disney Infinity 3.0 (2015)[16]
- Nolan Grayson / Omni-Man in Mortal Kombat 1 (2023)[17]
- Il Presidente in Death Stranding 2: On the Beach (2025)[18]